# Dalyup (rivier)
De Dalyup is een efemere rivier in de regio Goldfields-Esperance in West-Australië.

## Geschiedenis
Landmeter-generaal John Septimus Roe noemde de rivier de Gore in 1848, naar derde luitenant John Gore van kapitein James Cooks schip de HMS Endeavour. In 1875 verwees landmeter Carey naar de rivier als de Gage of de Dal-yup. Dalyup is de naam die de Nyungah aan de Australische koningsparkiet gaven.

## Geografie
De Dalyup ontstaat ten westen van het plaatsje Scaddan en stroomt een vijftigtal kilometer zuidzuidwestwaarts, alvorens in Lake Gore uit te monden. Ongeveer acht kilometer voor de rivier in het meer uitmondt voegt de Dalyup West zich bij de Dalyup. Lake Gore is een zoutmeer en de Dalyup is efemeer. Ze stroomt vooral 's winters wanneer het regent. 's Zomers bestaat ze meestal uit waterpoelen die een belangrijke drinkplaats voor de fauna zijn.

## Ecologie
De vegetatie langs de oevers van de Dalyup gaat achteruit door ontbossing, veeteelt, overstromingen, natuurbranden, onkruid, verzilting en erosie. Het rivierwater bevat te veel voedingsstoffen en het zoutgehalte stijgt.
In de bovenloop van de rivier werden naast verscheidene soorten ongewervelden drie vissoorten waargenomen: de Leptatherina wallacei, de gevlekte snoekforel en de Pseudogobius olorum.